# Szent Jakab-kápolna (Radoboj)
A Szent Jakab-kápolna egy középkori eredetű római katolikus kápolna Horvátországban a Krapina-Zagorje megyei Radobojhoz tartozó Gorjani Sutinski település határában.

## Fekvése
A kápolna Radobojtól légvonalban 3 km-re északkeletre, Gorjani Sutinski falu felett északkeletre, a Strahinjčica-hegység egyik 463 méteres magaslatán áll. A dombról gyönyörű kilátás nyílik a korponai régióra, az Ivaneci- és a Medvednica-hegységre. A kápolna, mely messziről csak jelentéktelennek tűnik, közelebbről meglep a méretével, mert nem csak hogy jelentősen nagyobb a radoboji plébániatemplomnál, amelyhez tartozik, hanem a zlatari és korponai térség gótikus templomai közül szinte a legnagyobb.

## Története
A kápolna pontos építési ideje nem ismert, azt a szakemberek az építési stílus és a falfestmények alapján próbálták megállapítani. Azt már 20. század elején Gjuro Szabo megállapította, hogy a kápolna gótikus épület, tehát biztosan középkori eredetű. Ljubo Karaman a freskókat a 14. század második felénél nem későbbre keltezte. Tihomil Stahuljak az északi fal és a szentély alsó részének freskóit a 14. század első felére, míg a szentély többi faliképeit a 15. század második felére tette. Diana Vukičević Samaržija diplomamunkájában a kápolna építését a 14. század elejére, egyes elemeinek építését pedig a 15. század végére datálta. Építtetőjét Josip Adamček, Milan Kruhek és Zorislav Horvat is a lepoglavai pálosokkal illetve Cillei Hermannal hozta összefüggésbe. Az 1479-es török betörés során, amikor Lepoglava egész vidékét feldúlták valószínűleg a kápolnát is felgyújtották, mely után teljesen újjá kellett építeni.
A kápolnában tett legrégebbi egyházi vizitáció 1638-ban volt, ekkor még Szűz Mária volt a titulusa és búcsúját a Kisboldogasszony ünnepe utáni vasárnap tartották.  Az egyházlátogatási iratokból megtudjuk, hogy 1665-ben a szentély fölötti boltozat festett volt, a hajót újonna festett famennyezet fedte, kórusa fából épült és téglából szószéket építettek, amely még mindig megvan. Az 1677-es vizitátornak a kápolna festése különösen tetszett. Már 1708-ban volt szárnyas oltára (cum clausuris more antiquo factum). 1735-ben a famenynezet rossz állapotban volt és javításra szorult, 1742-ben a kápolnát Szent Jakab apostol tiszteletére szentelték fel. 1754-ben a hajónak új boltozata volt és a kórus is falazott volt már. Az új sekrestyét 1768-ban építették hozzá. A templom körül egykor épületek voltak, amelyeket elhagytak és lebontottak, mivel a vásárokat már nem itt tartják, hanem a szemközti dombon a Szent Magdolna kápolnánál Kuzminecben.  A kápolna 1789-ig a mihovljani plébániához tartozott, majd a radoboji plébánia része lett. Az 1857-es vizitáció irataiból tudjuk, hogy az előző plébános idejében a kápolnát kifosztották és azóta a miseruhákat és a liturgikus tárgyakat a radoboji plébnánián őrzik.
1913-ban egy vihar súlyosan megrongálta a toronysisakot és a régi sekrestyét. A második világháborúban egy repülőgéptámadásban a szentély és sekrestye teteje rongálódott meg. Ezek a részek több, mint két éven át tető nélkül voltak és súlyosan károsodtak. 1947-ben a helyreállítási munkák során a tiltás ellenére a kápolnában a munkások tüzet gyújtottak, melynek következtében a déli fal és a diadalív közötti sarok fala a konzollal és a bordás boltozat egy részével együtt bekormozódott. Károsodtak az északi fal 14. századi freskói is, melyeket később csak fáradtságos munkával sikerült megtisztítani. A helyreállítási munkák 1952-re fejeződtek be. 1988. szeptember 21-én a harangtorony keleti fala az első emelet felett teljesen leomlott, ennek következtében az egész tornyot le kellett bontani. A tornyot 1993-1994-ben eredeti állapotában építették vissza.

## Leírása
A kápolna gótikus stílusú, melyet tört kövekből építettek nagy gonddal és szilárdsággal. Az épület keletelt, meglehetősen pontosan orientált. A gótikus falkoszorú körülöleli az egész épületet, sőt a később hozzáépített sekrestyét is, és csak az elülső oldalról hiányzik, amint ez a radoboji templomnál is látható. Mind a főbejárat, mind a déli oldalon lévő bejárat gótikus ajtókerettel rendelkezik. Valószínűleg ugyannak a mesternek a kezéből, mint amelyik szemközti dombon álló kuzminaci Szent Mária Magdolna kápolnát is építette. Továbbmenve az épületben a baloldalon található az új sekrestye. Tőle jobbra a régi, dongaboltozatos szentély, melynek falát kívülről négy gótikus támpillér erősíti. A sekretyéről balra találjuk a harangtornyot, amely ma már köztudottan alacsonyabb, mint egykor volt. A torony valószínűleg a 19. században már leégett, mert a benne levő harangokat mind 1867-ben öntötték.
A kápolna nemcsak a külsejével tűnik ki a hasonló építmények közül, hanem a belső terével is. A hasonló gótikus templomok többnyire ugyanazt a sorsot élték át. Kezdetben famennyezetük volt, majd ezt eltávolítva beboltozták őket. Ennek következtében belső terük alacsonyabb lett, ráadásul a boltozat tartására beépített oszlopok miatt még szűkebbek és sötétebbek lettek. Korábban ennek a kápolnának a hajóját is famennyezet fedte, amelynek 
helyére 1752-ben barokk boltozat került. Az átépítésre a diadalíven piros betűkkel írt szöveg emlékeztetett, amint ezt az 1754-es egyházlátogatás vizitátora is megemlíti. Ugyanekkor építették a két oszlopon nyugvó kórust is. Ennek a kápolnának a hajója azonban a többi templommal ellentétben mégis tágas maradt, mint amilyen szokatlanul tágas a szentély is.
A kápolna bordás gótikus boltozattal van beboltozva. A szép kivitelezésű bordák konzolokon nyugszanak, amelyek közül az egyiken egy öregember feje látható. A diadalív magas, széles, gótikus szabású, bal oldalán van a hozzá rögzített szószék. A hajó és a szentély ablaka is régi gótikus, csak az figyelhető meg, hogy később megjavították őket. Nyilvánvalóan korábban jelentősen megrongálódtak. A szentély hatalmas barokk főoltárral rendelkezik, amelyre állítólag más eltávolított oltárokról származó figurákat helyeztek el. Az oltáron a megújítást megörökítő horvát nyelvű feliratot helyeztek el, melynek nagyobb betűi az 1770-es évszámot adják ki.
A hajóban két mellékoltár van, ezek is nagyon jó állapotúak. A hajó egyik oszlopán Mária domborműve, mellette pedig az Atyaisten és Jézus alakja. Az alkotás a 18. századból való. A szemközti falon a Mindenszentek sokat sérült képe látható. A kápolna titulusát időközben megváltoztatták, mivel korábban a Boldogságos Szűz Máriának volt szentelve. Korábban a mihovljani plébániához tartozott.